# غورافي
بلدية غُرَف أو (نقحرة: غورافي) (بالإسبانية: Gorafe) هي بلدية تقع في مقاطعة غرناطة التابعة لمنطقة أندلوسيا جنوب إسبانيا.

## الديموغرافيا
بلغ عدد سكان بلدية غُرَف 471 نسمة عام 2011 (وفقاً للمعهد الوطني الإسباني للإحصاء).
| 583 | 575 | 547 | 540 | 506 | 489 | 471 |

## توأمة
لغُرَف اتفاقيات توأمة مع:
- سيدي